# Orchid (album)
Orchid er debutalbummet fra det svenske progressiv dødsmetal-band Opeth.
Albummet blev udgivet i Europa gennem Candlelight Records i 1995 og senere i USA gennem Century Black, Century Media Records' black metal-datterselskab i 1997. Det blev genudgivet af Candlelight i 2000 med "Into the Frost of Winter" – en tidlig indspilning fra 1992. Det blev genudgivet igen i 2003 med samme bonusspor i en limited edition-tinboks. I 2008 blev albummet udgivet som en del af opsamlingen The Candlelight Years.
På grund af forvirring under mastering-processen blev slutningen på "Requiem" placeret foran "The Apostle in Triumph" – noget som Åkerfeldt senere har beklaget sig over.

## Spor
1. "In The Mist She Was Standing" (Åkerfeldt, Lindgren) – 14:09
2. "Under The Weeping Moon" (Åkerfeldt) – 9:52
3. "Silhouette" (Nordin) – 3:07
4. "Forest Of October" (Åkerfeldt, Lindgren) – 13:04
5. "The Twilight Is My Robe" (Åkerfeldt, Lindgren) – 11:03
6. "Requiem" (Åkerfeldt, Nordin) – 1:11
7. "The Apostle In Triumph" (Åkerfeldt, Lindgren) – 13:01

### Bonusspor på genudgivelsen fra 2000
1. "Into The Frost Of Winter" – 6:20